# Aileu
Aileu – miasto w Timorze Wschodnim, stolica administracyjna dystryktu i poddystryktu Aileu, położone 47 km na południe od stolicy kraju Dili. Miasto zamieszkuje 17 326 osób.